# فری‌استایل اسکریپت

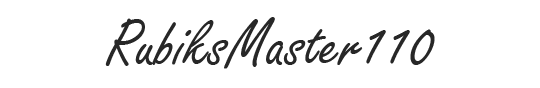
متن نوشته‌شده با فری‌استایل اسکریپت

فری‌استایل اسکریپت (انگلیسی: Freestyle Script) فونتی طراحی‌شده توسط کولین برینگال در سال ۱۹۶۹ و مارتین ویت در ۱۹۸۱ است. فری‌استایل اسکریپت در دهه ۱۹۸۰ به شکل وسیعی در تبلیغات و نمادها استفاده می‌شد. نسخه درشت این فونت در ۱۹۸۶ طراحی شد. ناشران این فونت ادوبی، آی‌تی‌سی و لتراست بودند. این فونت در نسخه‌های معمولی، درشت، SH Reg Alt و SB Reg Alt عرضه شده است.